# Jacob Westin

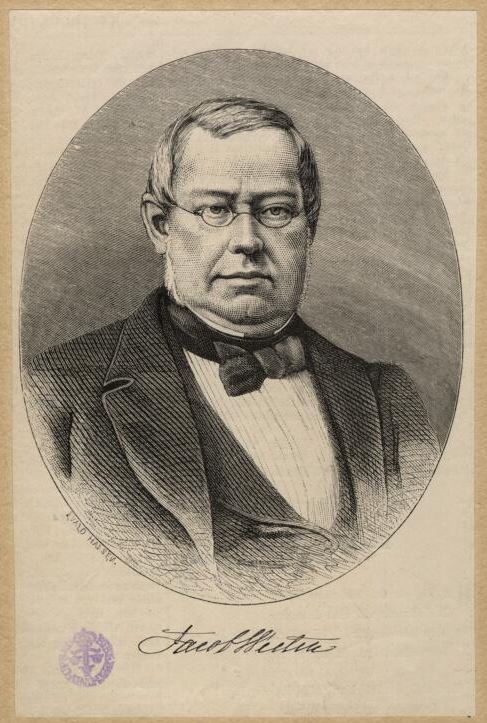
Jacob Westin porträtterad av Evald Hansen.

Jacob Westin den yngre, född 4 maj 1810 i Stockholm, död 13 oktober 1880 på sin malmgård Mariedal på Kungsholmen i Stockholm, var en svensk garvare, boksamlare, donator, riksdagsman för borgarståndet och kommunalman i Stockholm.

## Biografi
Jacob Westin den yngre var son till garvaren Jacob Westin den äldre och Hedvig Justina Altén samt brorson till Fredric Westin. Han blev med tiden mycket förmögen och var en flitig boksamlare med stort intresse för litteratur om hantverk, geografi, topografi och historia.
Westin var tredje generationen i en garvarsläkt vars medlemmar sedan 1700-talets mitt gjort sig politiskt bemärkta. Han övertog redan vid 19 års ålder sin fars stora garverirörelse och tio år senare blev han vald till ålderman inom garveriskrået. Han skapade under sina år en betydande förmögenhet och valde 1857 att avsluta sin garveriverksamhet för att helt inrikta sig på sin boksamling, konstnärskap och politiska uppdrag. Han hade många kommunala förtroendeuppdrag och satt dessutom i riksdagen för borgarståndet. 
Westin samlade framför allt böcker som var inriktade på svensk historia och topografi och när han 1877 donerade samlingen till Uppsala universitet omfattade samlingen över 22 000 bokvolymer, 2 350 kapslar med småtryck, 1 861 handskrifter, 68 folioportföljer med kartor och vyer samt 28 porträttgravyrer. Samtidigt skänkte han en fond som skulle bilda grundplåt för skapandet av ett samfund med uppgift att publicera topografiskt-historiska beskrivningar över Stockholm och Uppland. Samfundet konstituerades 1889 som Humanistiska vetenskapssamfundet i Uppsala. Samma år som Westin gjorde sin donation, 1877, kreerades han till filosofie hedersdoktor vid Uppsala universitet. Han bedrev även själv historisk forskning och utgav bland annat en Förteckning på Kungsholms kyrkas archiv 1840. I donationen till Uppsala universitet ingick även ett antal pennteckningar, tuschlaveringar och akvareller som han själv utfört efter förlagor av Lars Jacob von Röök och Elias Brenner.
Den 16 september 1880 vigdes Jacob Westin med Maria Sophia Pettersson i Solna församling bara en månad före sin död. I samband med vigseln legaliserades deras enda då levande dotter Hedvig Johanna Sophia.
Jacob Westin köpte malmgården Mariedal på Kungsholmen i Stockholm och tillbringade sina sista år där. Han ligger begraven i Kungsholms kyrka, där familjen Westin har ett eget gravkor, Westinska gravkoret. Det uppfördes under 1835 för politikern och garvaren Johan Westin den yngre i anslutning till det Lenmanska gravkoret. Johan Westin den yngre var son till politikern Johan Westin den äldre.

## Jacob Westins samling i Stockholms stadsarkiv
Jacob Westins samling i Stockholms stadsarkiv består av tre delar:
- 1. Garveriets arkiv 1827–1858 (se/ssa/0992A),
- 2. Handlingar tillhörande familjen Westin 1781–1880 (se/ssa/0992B),
- 3. Jacob Westins handskrifts- och avskriftssamling 1300-tal–1860-tal (se/ssa/0992C).

## Westinska handskriftssamlingen i Uppsala universitetsbibliotek

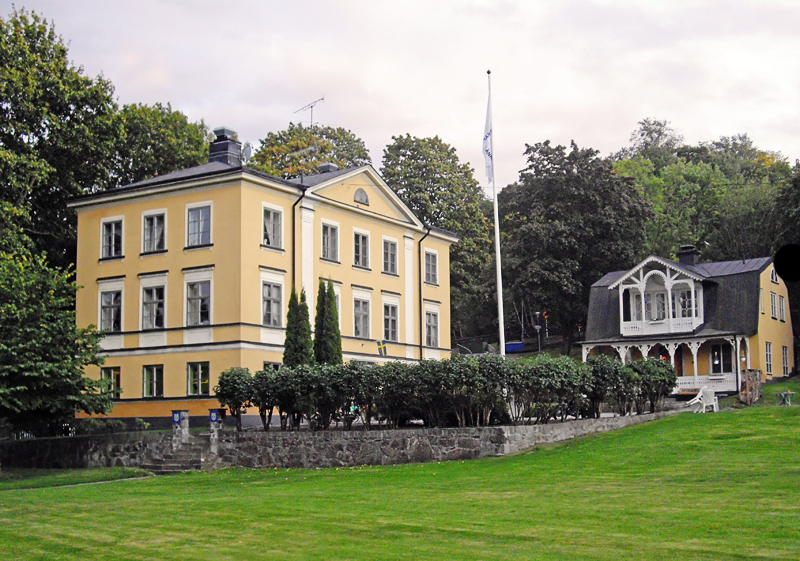
Mariedal på Kungsholmen.

Som samlare hade Westin hjärtat i Stockholm och där särskilt på Kungsholmen, hans egen stadsdel, hantverkets och industrins stadsdel. Men hela Sverige är också representerat i områdena geografi, historia och topografi som handskriftssamlingen bland annat täcker. Andra ämnen Westin intresserade sig för är biografi och genealogi samt handel och näringsliv. Till sin samling lyckades han till exempel förvärva ett 50-tal skråhandlingar från 1600-talet och framåt: handlingar för karduansmakare, skomakare, sadelmakare, hattmakare, skräddare, färgare och tenngjutare.